# Harald Marg
Harald Marg (Magdeburgo, Alta Saxónia, 26 de setembro de 1954) é um velocista alemão na modalidade de canoagem.
Foi vencedor da medalha de Ouro em K-4 1000 m em Moscovo 1980 com os seus colegas de equipa Rüdiger Helm, Bernd Olbricht e Bernd Duvigneau.